# أوتو بابياش
أوتو بابياش (مواليد 21 مارس 1937) هو ملاكم ألماني، مثّل بلاده في الألعاب الأولمبية الصيفية 1964.

## روابط خارجية
أوتو بابياش على موقع أوليمبيديا (الإنجليزية)